# Lequile
Lèquile (Lècule in dialetto salentino; τα Λέκουλα, ta Lèkula in greco salentino) è un comune italiano di 8 582 abitanti della provincia di Lecce in Puglia.
Situato nel territorio della Valle della Cupa, è uno dei comuni della prima cintura urbana di Lecce, dal cui centro dista 5 km in direzione sud. Comprende anche la frazione di Dragoni e il rione Paladini, aggregato al centro urbano di San Pietro in Lama.

## Geografia fisica

### Territorio
Il paese di Lequile si estende lungo la vecchia via provinciale che collegava Lecce con Gallipoli.

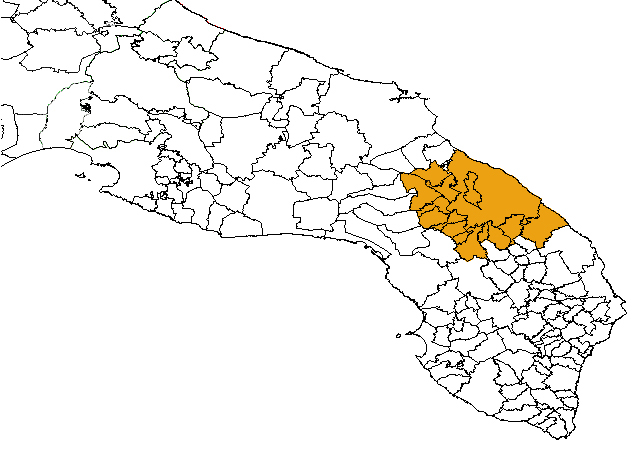
Valle della Cupa

Il territorio comunale, la cui estensione è di 36,36 km², è caratterizzato da una morfologia prevalentemente pianeggiante; l'altitudine raggiunge l'altezza massima di 69 m s.l.m. Ricade nella Valle della Cupa, ossia in quella porzione di pianura, intorno al capoluogo leccese, caratterizzata da una grande depressione carsica. Il territorio lequilese ospita numerose masserie, oggi prevalentemente disabitate, tra cui si segnala la masseria Tramacere nei pressi dell'aeroporto militare della confinante Galatina, aerodromo le cui piste sono situate nel territorio del comune di Lequile.
Confina a nord con i comuni di Monteroni di Lecce e Lecce, a est con i comuni di San Cesario di Lecce e San Donato di Lecce, a sud con i comuni di Soleto e Galatina, a ovest con i comuni di Copertino e San Pietro in Lama.
Dista circa 7 km dal centro del capoluogo.

### Clima
Dal punto di vista meteorologico Lequile rientra nel territorio del Salento meridionale che presenta un clima prettamente mediterraneo, con inverni miti ed estati caldo umide. In base alle medie di riferimento, la temperatura media del mese più freddo, gennaio, si attesta attorno ai +9 °C, mentre quella del mese più caldo, agosto, si aggira sui +25,1 °C. Le precipitazioni medie annue, che si aggirano intorno ai 676 mm, presentano un minimo in primavera-estate ed un picco in autunno-inverno.
Facendo riferimento alla ventosità, i comuni del basso Salento risentono debolmente delle correnti occidentali grazie alla protezione determinata dalle serre salentine che creano un sistema a scudo. Al contrario le correnti autunnali e invernali da Sud-Est, favoriscono in parte l'incremento delle precipitazioni, in questo periodo, rispetto al resto della penisola.
| Lequile                    | Mesi | Mesi | Mesi | Mesi | Mesi | Mesi | Mesi | Mesi | Mesi | Mesi | Mesi | Mesi | Stagioni | Stagioni | Stagioni | Stagioni | Anno |
| Lequile                    | Gen  | Feb  | Mar  | Apr  | Mag  | Giu  | Lug  | Ago  | Set  | Ott  | Nov  | Dic  | Inv      | Pri      | Est      | Aut      | Anno |
| -------------------------- | ---- | ---- | ---- | ---- | ---- | ---- | ---- | ---- | ---- | ---- | ---- | ---- | -------- | -------- | -------- | -------- | ---- |
| T. max. media (°C)         | 12,4 | 13,0 | 14,8 | 18,1 | 22,6 | 27,0 | 29,8 | 30,0 | 26,4 | 21,7 | 17,4 | 14,1 | 13,2     | 18,5     | 28,9     | 21,8     | 20,6 |
| T. min. media (°C)         | 5,6  | 5,8  | 7,3  | 9,6  | 13,3 | 17,2 | 19,8 | 20,1 | 17,4 | 13,7 | 10,1 | 7,3  | 6,2      | 10,1     | 19,0     | 13,7     | 12,3 |
| Precipitazioni (mm)        | 80   | 60   | 70   | 40   | 29   | 21   | 14   | 21   | 53   | 96   | 109  | 83   | 223      | 139      | 56       | 258      | 676  |
| Umidità relativa media (%) | 79,0 | 78,9 | 78,6 | 77,8 | 75,7 | 71,1 | 68,4 | 70,2 | 75,4 | 79,3 | 80,8 | 80,4 | 79,4     | 77,4     | 69,9     | 78,5     | 76,3 |

- Classificazione climatica di Lequile:[7]
  - Zona climatica: C
  - Gradi giorno: 1059

## Origini del nome
Stando a un recentissimo studio, come per Lequio Berria e Lequio Tanaro in provincia di Cuneo, sembra che «l'etimo di Lequile sia da annodarsi all'espressione 'ad leucum', per cui in origine, dove ora sorge il paese, poteva esserci un lucus, ossia una luminosa radura...; o un lacus, ovvero un limpido specchio d'acqua».

## Storia
Nella storia del Salento le origini cittadine sono fatte risalire per tradizione all'epoca romana, quando si stabilì nella zona il centurione Leculo, il quale eresse una villa da cui sorse poi un villaggio.
Dall'XI secolo al 1463, il casale di Lequile fece parte della Contea di Lecce e del Principato di Taranto. Nel 1291 ne fu signore Ugo di Brienne; nei secoli XIV e XV appartenne ai Bonomine, ai De Marco, ai Sambiase, ai Santabarbara e ai Marescallo. Nel 1433 Maria d'Enghien, contessa di Lecce, principessa di Taranto e regina di Napoli, lo concesse in feudo al barone Guarini di San Cesario, alla cui famiglia appartenne fino al 1531. Successivamente dal Doria, divenutone signore nel 1554, venne ceduto al Pansa; da questi alla nipote della famiglia Dell'Anna, e quindi al Graffoglietti, ai Venato, agli Imparato, ed infine ai principi Saluzzo che ne serbarono il possesso dal 1690 al 1806, data di abolizione della feudalità.

### Simboli
Lo stemma e il gonfalone del comune di Lequile sono stati concessi con decreto del presidente della Repubblica del 10 gennaio 2013.
Il giorno è un drappo di giallo.
Lo stemma del comune di Lequile raffigura l'immagine dell'aquila, simbolo dei legionari, a rievocare la sua antica origine di epoca romana, quando, si dice, si stabilì nella zona il centurione Leculo, il quale eresse una villa da cui sorse poi un villaggio.

## Monumenti e luoghi d'interesse

### Architetture religiose

#### Chiesa madre

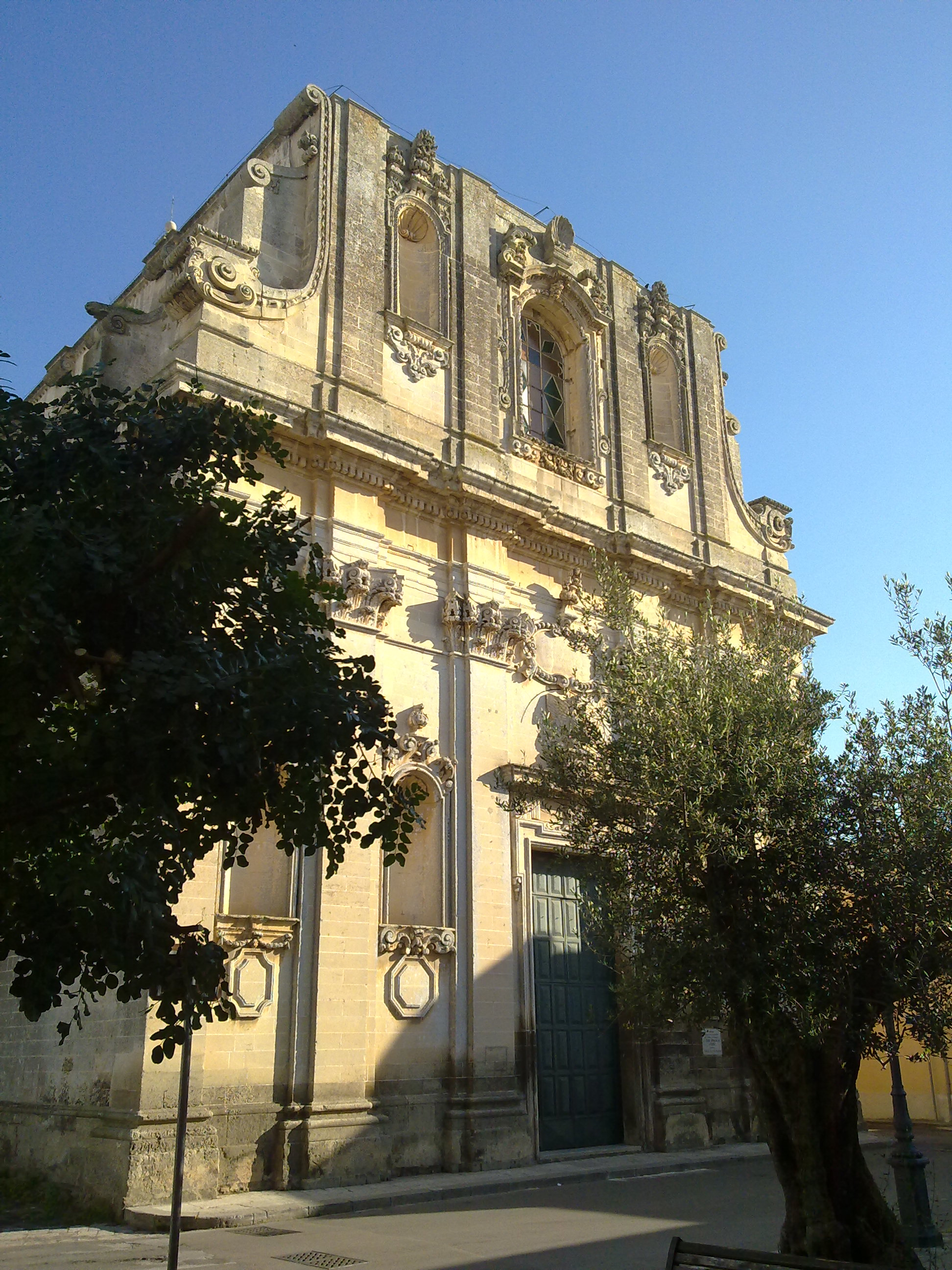
Chiesa madre

La chiesa matrice, dedicata a Maria SS. Assunta, fu ricostruita nel 1746 sull'area della precedente, probabilmente su disegni di Mauro Manieri.
Si presenta con il prospetto incompleto, privo del fastigio finale. La facciata, divisa in due ordini da una cornice marcapiano, è percorsa nell'ordine inferiore da sei lesene terminanti con capitelli finemente scolpiti, che racchiudono quattro nicchie conchigliate nei catini. Nell'ordine superiore altre quattro lesene prive di capitelli racchiudono due nicchie vuote e il finestrone centrale decorato con una ricca cornice.
L'interno, a croce latina, presenta sei cappelle ospitanti altari riccamente decorati, due dei quali attribuiti a Mauro Manieri, con pregevoli tele, tra cui si distingue quella della Vergine Immacolata con i SS. Francesco d'Assisi e Caterina da Siena, riconducibile alla mano del pittore gallipolino Gian Domenico Catalano. Nella navata sono collocati gli altari delle Anime del Purgatorio, dell'Immacolata e della Vergine del Rosario, a sinistra, del Cuore di Gesù, del Presepe e di Sant'Oronzo, a destra. Il transetto ospita poi altri due altari, dedicati all'Addolorata e al patrono San Vito Martire. Nella zona absidale vi è la statua l'ignea dell'Assunta, opera dello scultore locale Oronzo Rossi.
La chiesa è sormontata da una cupola la cui superficie interna è decorata con motivi geometrici realizzati nel XX secolo. La lanterna superiore all'esterno è fiancheggiata da un alto campanile di cinque piani, sormontato da una cupoletta piramidale e fu portato a termine nel 1896 dall'architetto Russo di San Cesario di Lecce, mentre l'ordine basamentale ed il primo piano sono riferibili al XVIII secolo.

#### Chiesa dello Spirito Santo
Il nuovo assetto urbano e i cambiamenti demografici hanno creato i presupposti per la creazione di una nuova chiesa parrocchiale, eretta il 15 aprile 2009 e dedicata dall'Arcivescovo-Amministratore di Lecce, S.E. Mons. Cosmo Francesco Ruppi il 25 aprile 2009.
Il decreto arcivescovile sopprimeva le preesistenti Parrocchie San Basilio Magno di Dragoni e San Vito Martire di Lequile accorpandole in un'unica nuova parrocchia, continuando il processo di unificazione iniziato già nel 1993 con unico parroco per le due comunità.
Il complesso parrocchiale, è costituito dalla nuova Chiesa con l’annessa sacrestia ed uffici parrocchiali e dall’ampliamento dell’esistente corpo di fabbrica da adibire ad aule, salone parrocchiale e canonica posto su due livelli. La sala liturgica è coperta con struttura in legno lamellare nel corpo centrale e nelle quattro lunette laterali.
L’esterno presenta uno spazio sistemato a verde ed area di aggregazione.
Il 4 Luglio 2022 viene inaugurato dall'Arcivescovo Michele Seccia un Parco di Primo Sport - Oratorio Spirito Santo, antistante la chiesa parrocchiale alla presenza della Comunità e delle Autorità civili e militari.

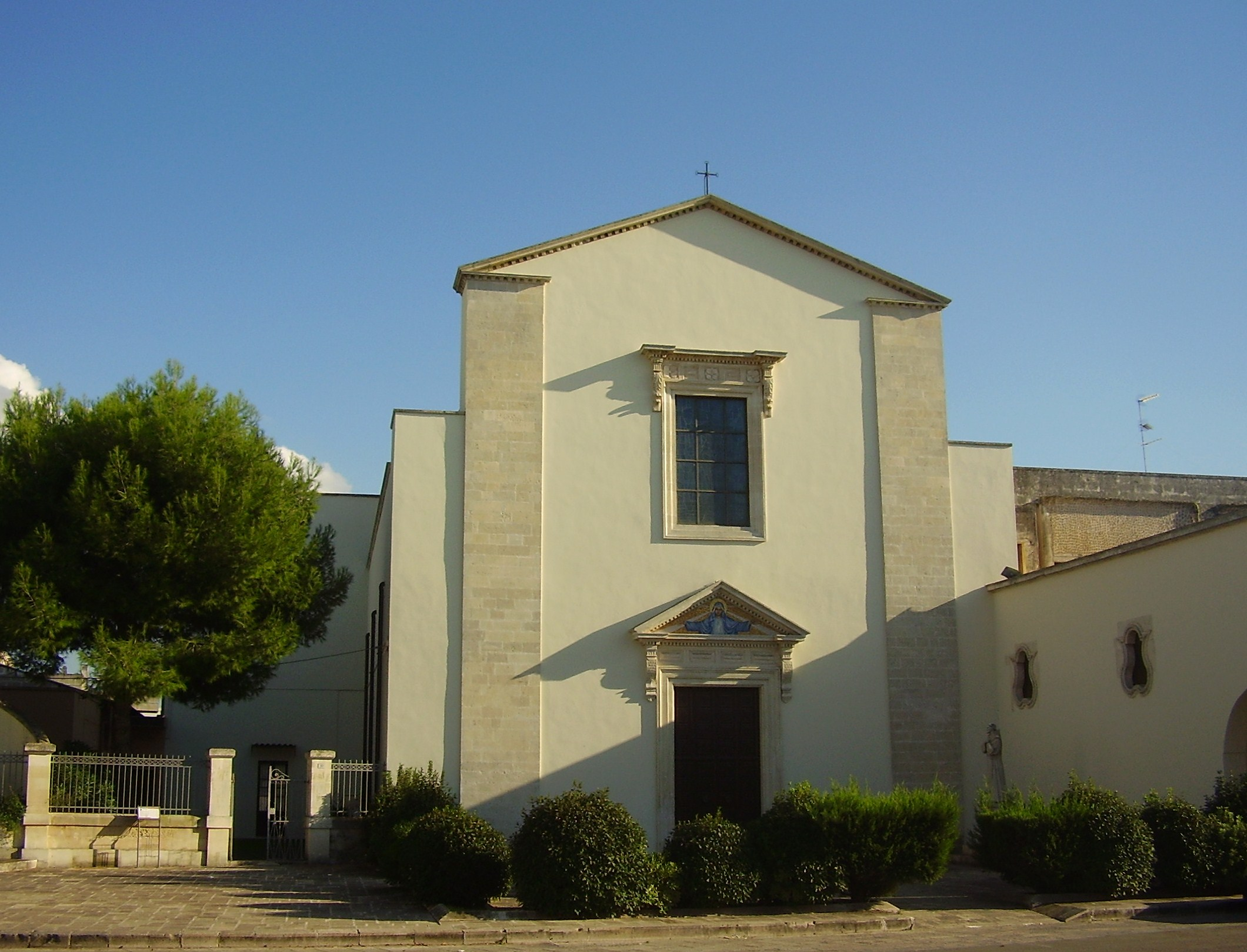
Chiesa del convento dei Francescani

#### Chiesa e Convento dei Francescani
Il Convento dei Francescani, tipico convento della riforma francescana, fu costruito tra il 1613 e il 1619 da maestranze locali. La chiesa, seicentesca, presenta una facciata lineare, con portale sormontato da un timpano triangolare, in asse con il finestrone centrale. L'interno, a navata unica rettangolare, ospita otto cappelle contenenti gli altari della Madonna del Carmine, di Sant'Antonio da Padova, del Sacro Cuore di Gesù, dell'Immacolata, dei Santi Medici e di Sant'Elisabetta e le nicchie, nella prima cappella di destra e di sinistra, di San Francesco d'Assisi e di Sant'Egidio Maria da Taranto. Pregevole è l'altare maggiore arricchito da un tabernacolo ligneo.
Il chiostro ospita un pozzo centrale, mentre sulle pareti, undici affreschi datati 1692, rappresentano la Via Crucis. Il refettorio è stato realizzato dai legnanioli riformati (per quanto concerne la parte lignea), tra il 1692 ed il 1695, mentre sconosciuta rimane l'identità dei frescanti delle scene dipinte sugli schienali e quelle degli affreschi sulle pareti, rappresentanti il Capitolo delle Stuoie e L'incontro di San Francesco e San Domenico sulla parete dell'ingresso e La cena del Signore sulla parete frontale.
La biblioteca, intitolata a San Francesco, rientra nel circuito delle "Biblioteche di Terra d'Otranto". Fu costruita nel 1695 e conserva un fondo antico di 2093 volumi, tra cui cinquecentine, seicentine e settecentine di vari tipografi veneziani, romani, napoletani, francesi, etc...

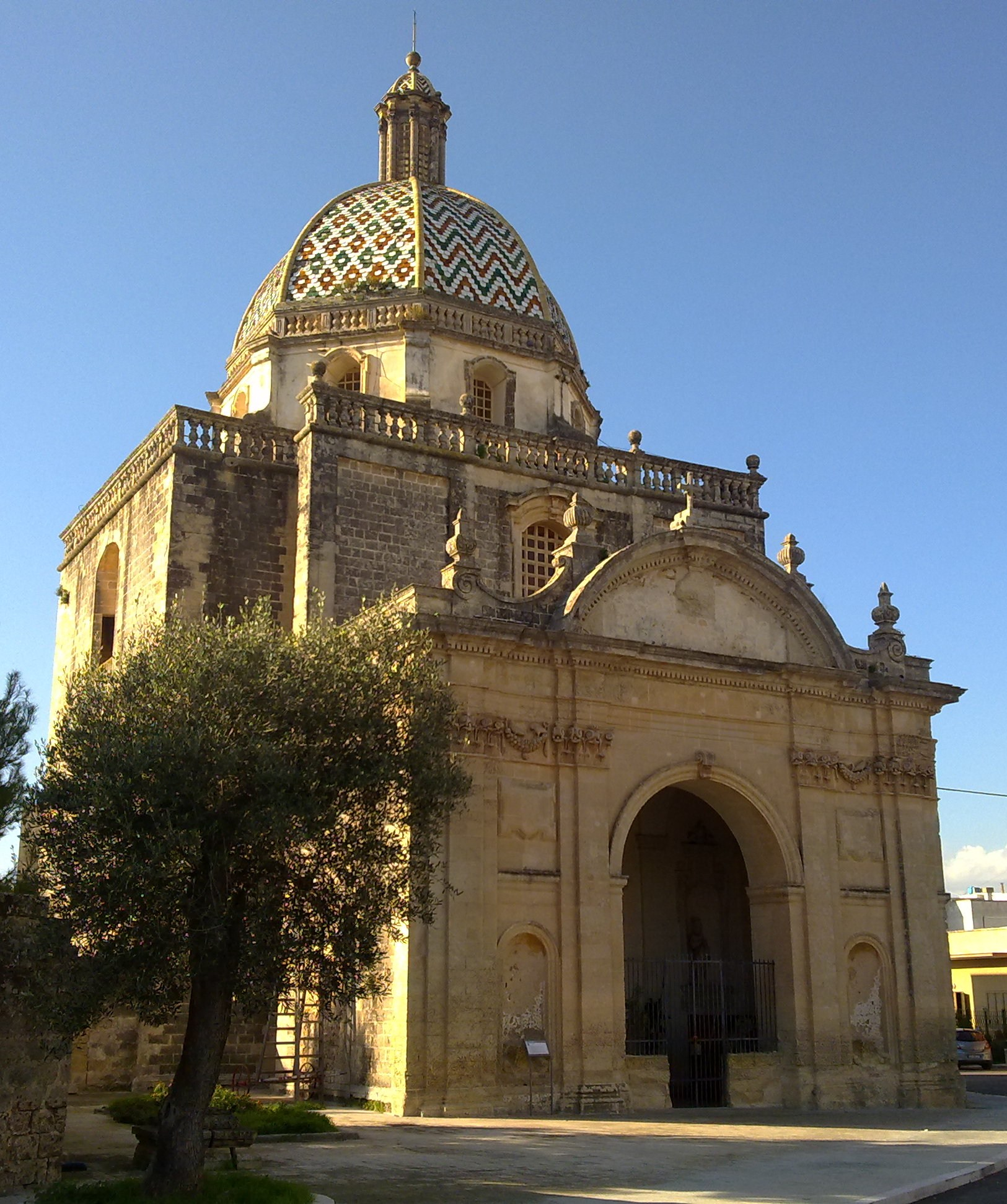
Chiesa di San Nicola

#### Chiesa di San Nicola
La chiesa di San Nicola o del Redentore, è databile alla fine del XVII secolo e fu opera, molto probabilmente dell'architetto Salvatore Miccoli.
L'edificio si presenta con una facciata arricchita da pronao con fronte a lesene binate, terminanti con capitelli corinzi. Il fornice a tutto sesto è sormontato da un timpano semicircolare, raccordato al corpo inferiore tramite volute. Il corpo principale è diviso da lesene lisce e termina con balaustra a colonnine e pilastri.
La cupola, con rivestimento a palmette ceramicate restaurato tre il 1983 e il 1984, è sostenuta da un alto tamburo con finestra a sesto ribassato, raccordato con volute e sormontato da balaustra.
L'interno, a croce greca, ospita l'altare maggiore della prima metà del Settecento, con quattro colonne poggianti su alti plinti e altre due colonnine corinzie tortili, anch'esse riccamente decorate. Al centro dell'altare è posizionato un affresco del 1692 raffigurante il Crocifisso.

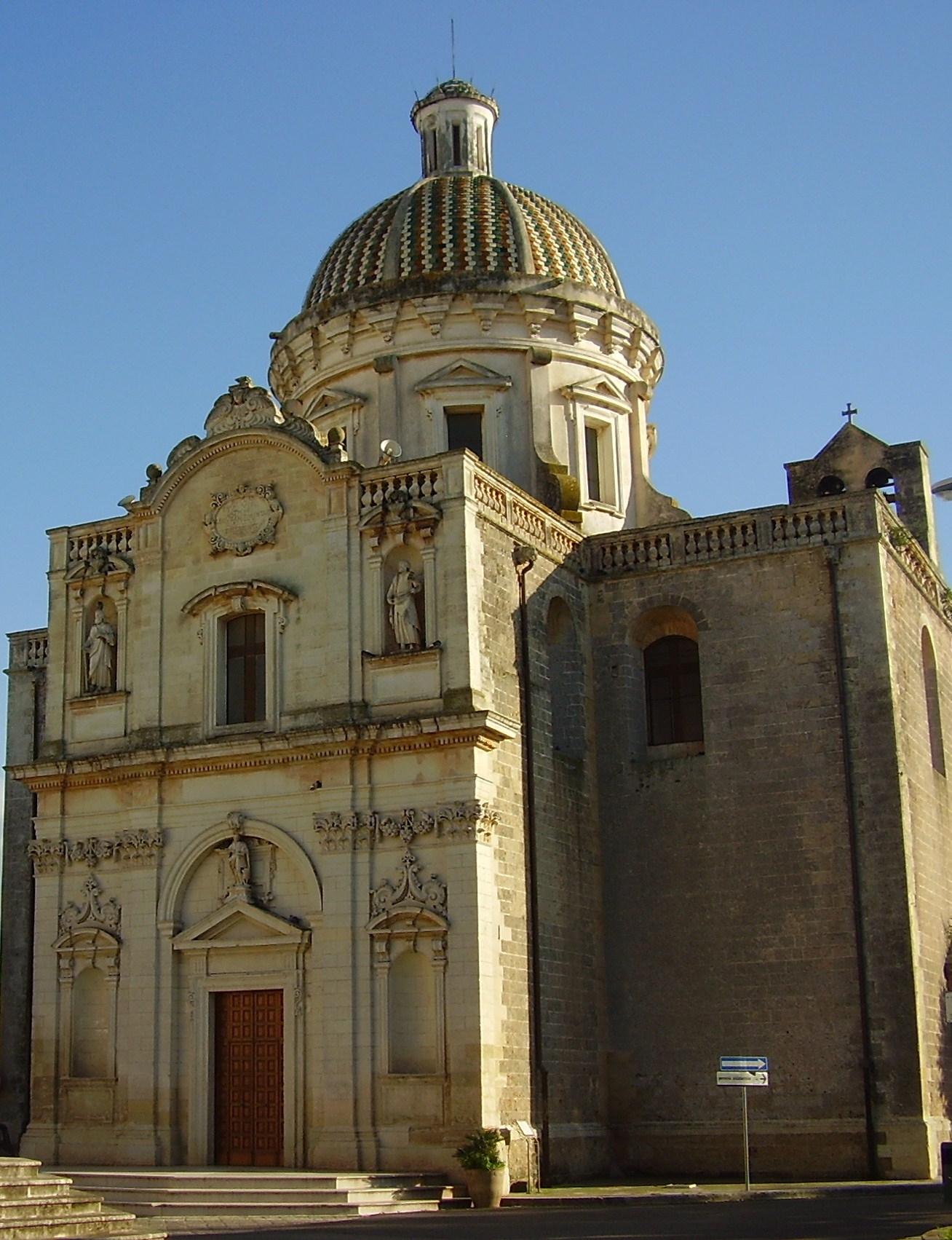
Chiesa di San Vito

#### Chiesa di San Vito
La chiesa di San Vito, patrono della cittadina, è una costruzione barocca edificata tra il 1661 ed il 1670 su progetto di Salvatore Miccoli.
Presenta un elegante prospetto diviso in due ordini da una cornice aggettante. Nell'ordine inferiore uno zoccolo funge da base per quattro lesene terminanti con capitelli corinzi legati fra loro da ghirlande di frutta. Due nicchie vuote fiancheggiano il portale centrale, il cui timpano triangolare è sormontato dalla statuetta di San Vito. In quello superiore quattro pilastri racchiudono due nicchie ospitanti le statue di San Pietro, con in mano le chiavi del paradiso, e di San Paolo, con in mano la spada. Al centro il finestrone con eleganti cornici sagomate, al di sopra del quale è posto il cartiglio con la dedica del popolo lequilese al suo patrono: D.O.M. DIVO PATRONO LEQUILENSIUM PIETAS AUGUSTIUS INSTAURAVIT A.D.1670. Il prospetto termina con un frontone semicircolare e con una balaustra che delimita tutta la terrazza. 

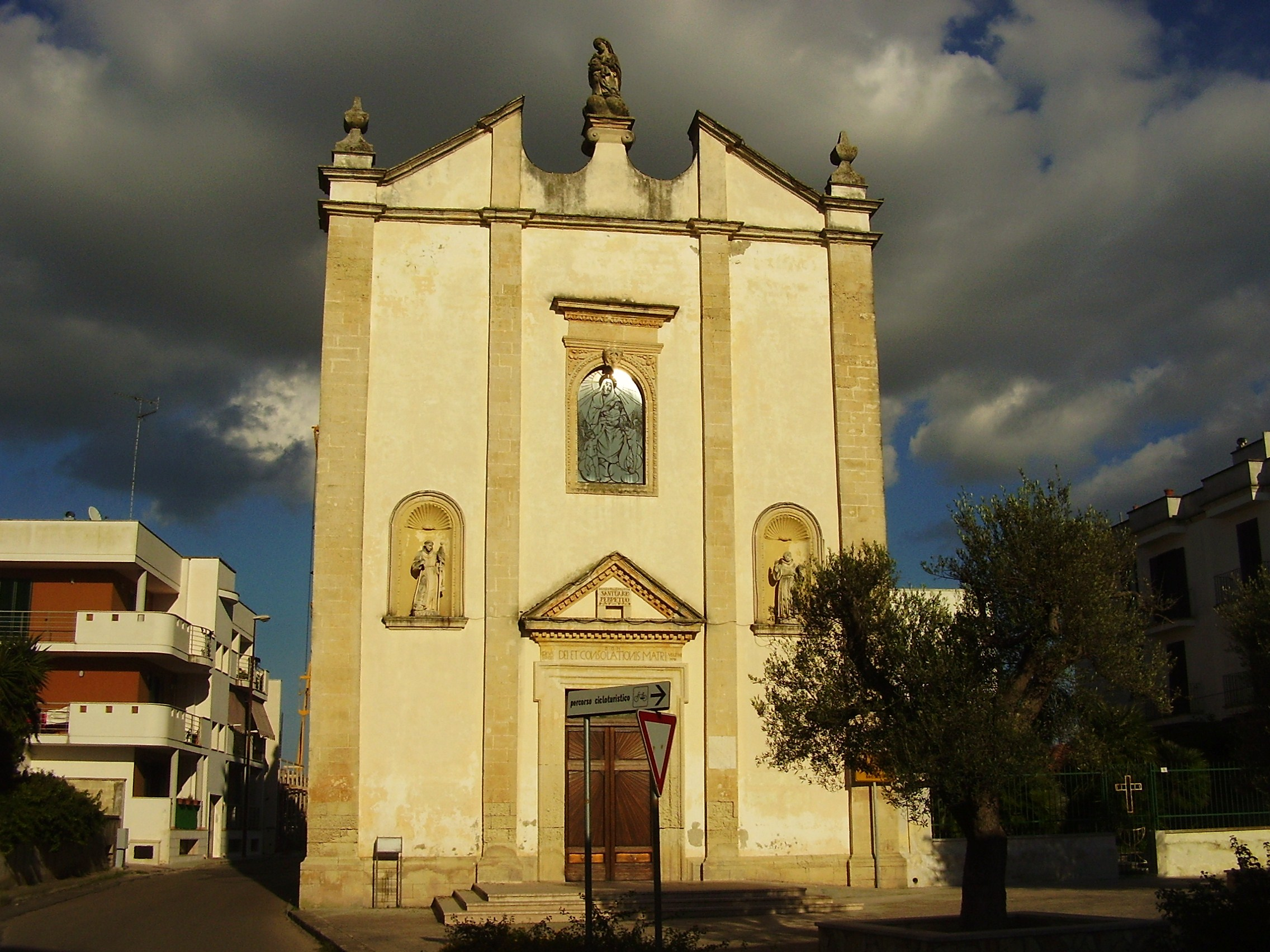
Chiesa di Santa Maria della Consolazione

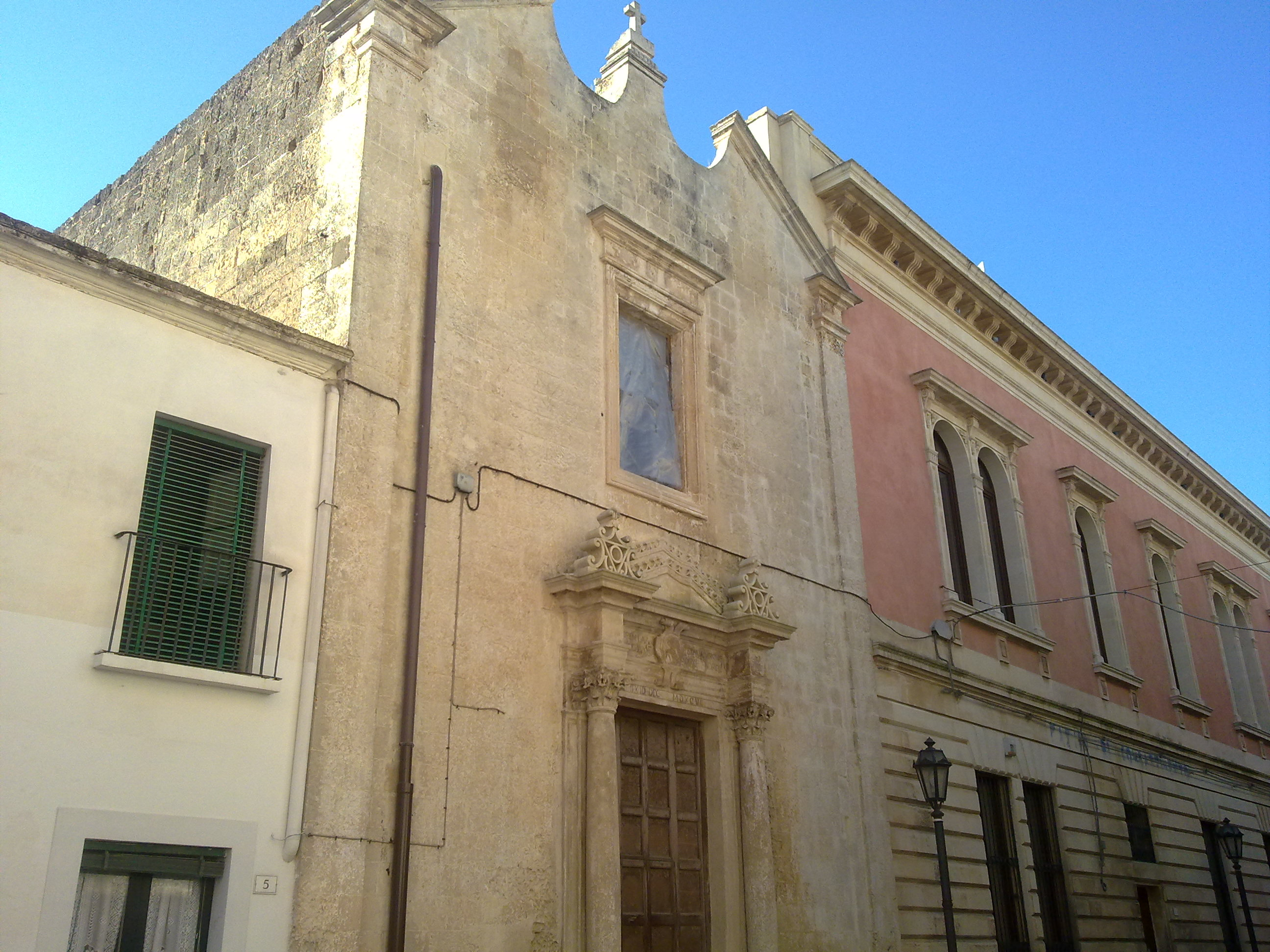
Chiesa Madonna di Loreto

La grande cupola emisferica, poggiante su un alto tamburo percorso da lesene e finestre, è ricoperta da mattonelle di ceramica policroma disposte a squame. All'interno presenta una pianta a croce greca con otto altari e nove grandi tele che raffigurano storie di Santi.

#### Chiesa di Santa Maria della Consolazione
La chiesa di Santa Maria della Consolazione, conosciuta anche con il titolo di Santa Susanna, fu edificata nel 1601 come si evince da un'epigrafe interna. In stile barocco, presenta una facciata scandita in tre parti da alte lesene. Al centro è il portale d'ingresso posto in asse con il finestrone; ai lati si aprono due nicchie con le statue di due santi. La facciata termina con un timpano triangolare spezzato con al centro la statua della Vergine posta su un capitello ionico. L'interno è ad aula unica e custodisce un antico affresco della Madonna con il Bambino.

#### Chiesa di Santa Maria di Loreto
La chiesa di Santa Maria di Loreto fu edificata nel 1597 così come riporta l'iscrizione sulla porta d'ingresso. L'edificio presenta un portale architravato inquadrato da due colonne con capitelli corinzi; al centro dell'architrave vi è uno stemma raffigurante un leone rampante. Il prospetto, dotato di finestra rettangolare, termina con un timpano spezzato. L'interno, a una sola navata, conserva due tele raffiguranti il Transito di San Giuseppe e il Transito di Sant'Ignazio e le statue in pietra di Santa Chiara e San Michele Arcangelo.

#### Cappella di San Donato
La cappella di San Donato, databile ai primi anni del XVII secolo, presenta una struttura simile alla chiesa di Santa Maria di Loreto con portale e finestra posti in asse e timpano spezzato. Nell'architrave semicircolare vi è scolpita l'immagine di San Donato. L'interno, voltato a stella, conserva una statua in cartapesta del santo e un elaborato tabernacolo settecentesco in pietra. L'edificio è dotato di un piccolo campanile a vela.

#### Altre chiese
- Chiesa Madonna Immacolata, 1615

### Architetture civili

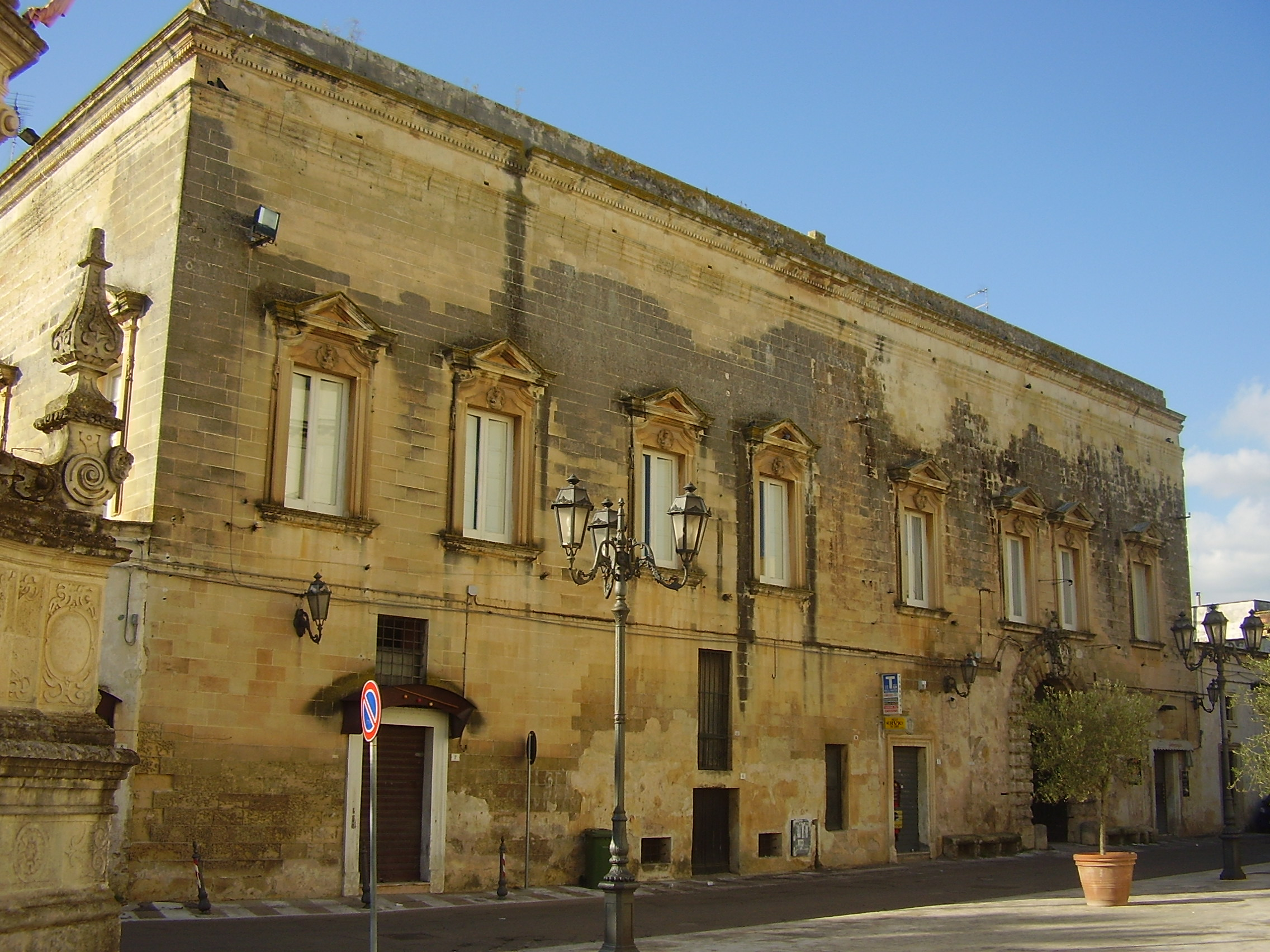
Palazzo dei Saluzzo

#### Palazzo dei Principi Saluzzo
Palazzo dei Principi Saluzzo (oggi De Palma) si presenta con ampie finestre e vasto loggiato. Notevole per i suoi vasti ambienti e per le numerose sale che lo compongono, l'attuale edificio venne probabilmente ampliato nella prima metà del XVII secolo, con oratorio nel piano superiore e una biblioteca privata che custodisce preziosi incunaboli e diverse stampe antiche pugliesi. Al piano terra è annessa una cappella dedicata a San Giorgio.

#### Palazzo Caiaffa
È un edificio bipiano con una raffinata balconata a colonnine che corre lungo tutta la facciata, prolungandosi anche su un ampio terrazzo. La stessa balconata è sostenuta da numerosi mensolini antropomorfi e con decorazioni vegetali. Risale al XVII secolo.

#### Altri palazzi
- Palazzo Filippi (oggi Filograna), XVI secolo
- Palazzo Brunetti (oggi Mazzotta), XVII secolo

### Architetture militari
- Il Castello dei d'Enghien, situato nella piazza principale e già proprietà dei principi Ruffo, risale al XIV secolo e fu edificato dalla famiglia Orsini Del Balzo.

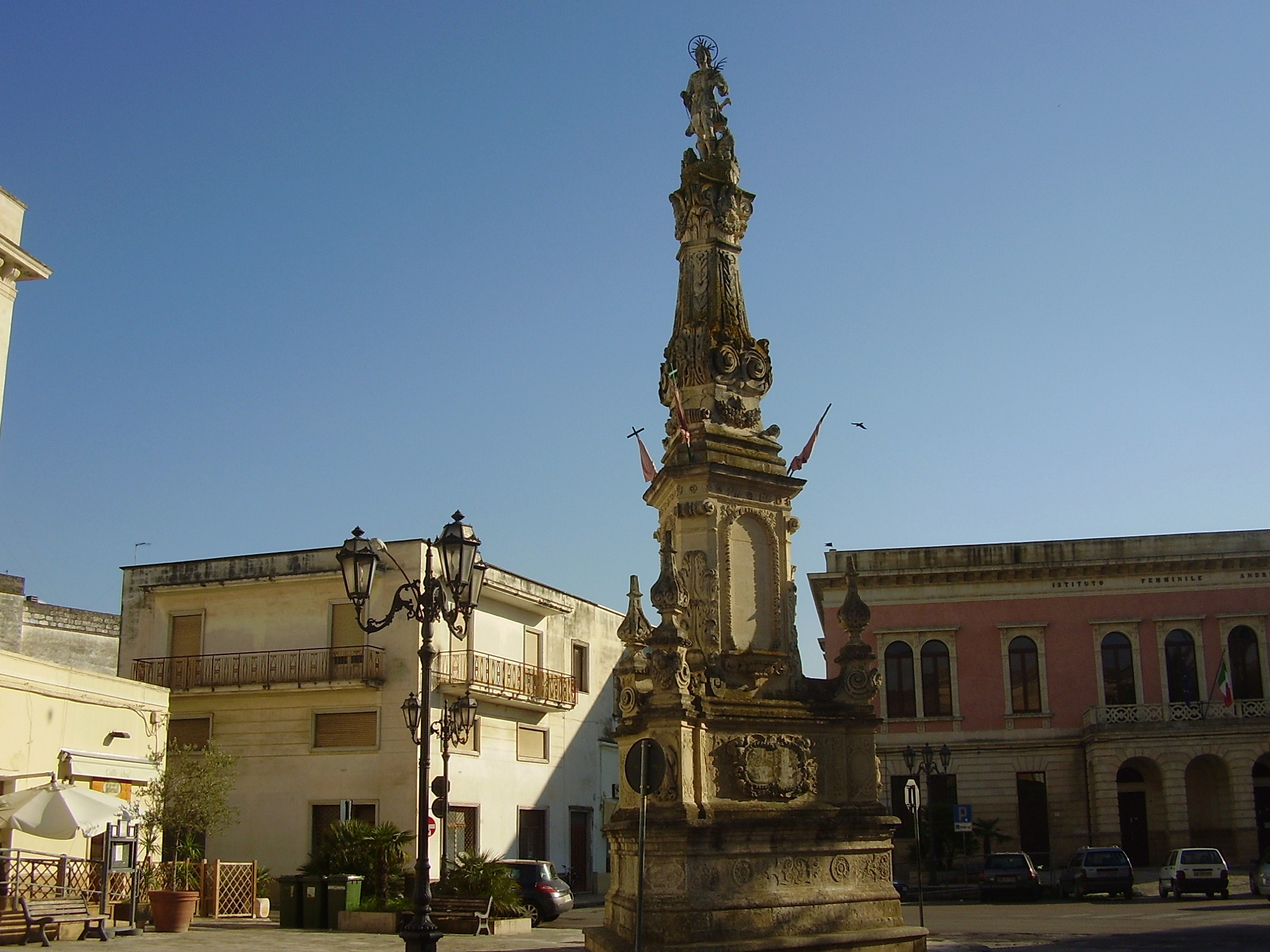
Guglia di San Vito

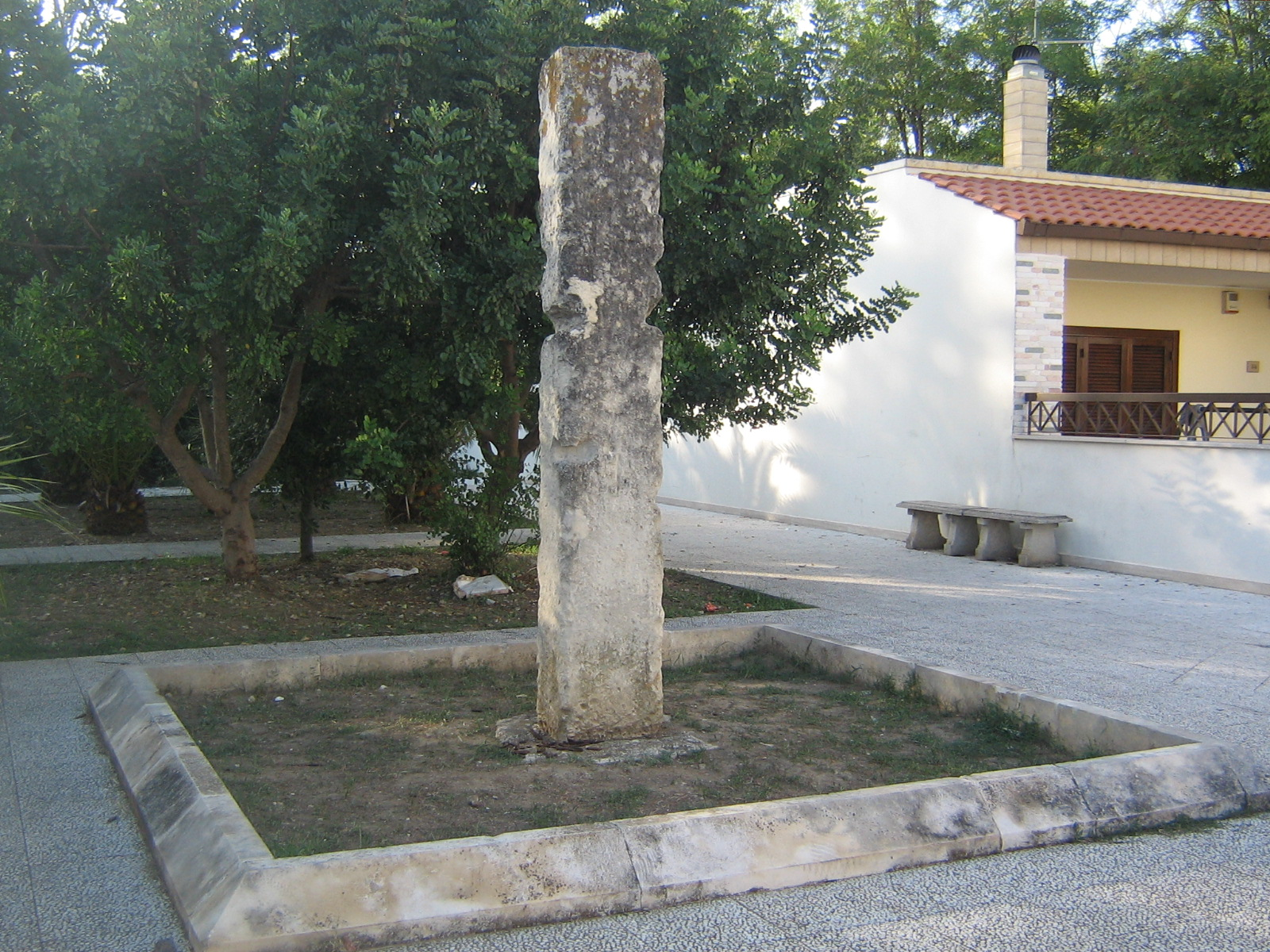
Menhir Aia della Corte

### Altro

#### Guglia di San Vito
La Guglia di San Vito, realizzata nel 1694 in pietra leccese sul modello del barocco napoletano, è opera dello scultore locale Oronzo Rossi. Ha pianta piramidale con elementi floreali e vegetali e termina con la statua di San Vito.

### Siti archeologici
Tra i monumenti megalitici della provincia di Lecce è presente nel territorio comunale il Menhir Aia della Corte
Scoperto nel 1922, è un parallelepipedo (45 x 35 cm) collocato sul banco di roccio di un'aiuola in uno slargo alla fine della via Vecchia San Nicola, alle spalle dell'omonima chiesa. Il Palumbo che ne effettuò per primo i rilievi lo descrive in pietra leccese e con profonde incisioni, tutt'oggi visibili prevalentemente sulle facce a S e ad E. Le tre facce a N, W e E presentano delle croci graffite. L'altezza complessiva è di 285 cm e a 170 cm da terra il menhir presenta, per pochi centimetri, una riduzione di sezione a 30 cm.
Non è chiaro l'uso e la destinazione di questi monumenti che, sin dai tempi antichi, nel Salento, hanno avuto funzioni rituali. Recenti studi hanno dimostrato come queste "Pietre Fitte", sia per la forma, per la posizione e per l'orientamento, potrebbero essere cippi per delimitare le centuriazioni romane.

## Società

### Evoluzione demografica
Abitanti censiti

### Etnie e minoranze straniere
Al 31 dicembre 2020 a Lequile risultano residenti 386 cittadini stranieri. Le nazionalità principali sono:

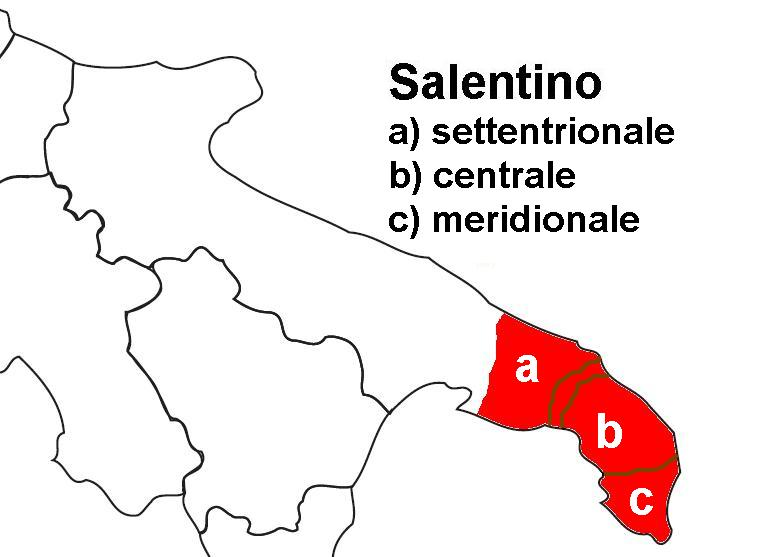
Diffusione del dialetto salentino

- Albania - 163
- Pakistan - 41
- India - 26
- Romania - 24

### Dialetto
Il dialetto parlato a Lequile è il dialetto salentino nella sua variante centrale che corrisponde al dialetto leccese. Il dialetto salentino si presenta carico di influenze riconducibili alle dominazioni e ai popoli stabilitisi in questi territori che si sono susseguite nei secoli: messapi, greci, romani, bizantini, longobardi, normanni, albanesi, francesi, spagnoli.

### Tradizioni e folclore
- Festa Madonna della Consolazione - II decade di settembre

## Geografia antropica

### Frazioni
Dragoni e Paladini

## Economia
Nell'ambito dell'economia della Puglia il paese, che in passato era esclusivamente vocato ad economia agricola (ortaggi, tabacco e olive), si è spostato sul commercio, sull'artigianato, sulla piccola e media impresa e, da qualche anno, anche sul turismo culturale.

## Infrastrutture e trasporti

### Strade
I collegamenti stradali principali sono rappresentati da:
- Strada statale 694 Tangenziale Ovest di Lecce uscita per Gallipoli;
- Strada statale 101 Salentina di Gallipoli Lecce-Gallipoli.

Il centro è anche raggiungibile dalle strade provinciali interne SP11 Lequile-San Pietro in Lama-Monteroni di Lecce, SP10 Lequile-San Cesario di Lecce-Cavallino.

### Ferrovie
La stazione ferroviaria più vicina è quella di San Cesario di Lecce posta sulla linea Lecce-Otranto delle Ferrovie del Sud Est. La stazione di Lecce è situata a circa 6 km.

### Aeroporti
L'aeroporto di Lecce-Galatina, in uso all'Aeronautica Militare, è in parte in territorio di Lequile, oltre che in quello del comune di Galatina.

## Amministrazione
Di seguito è presentata una tabella relativa alle amministrazioni che si sono succedute in questo comune.
| Periodo           | Periodo           | Primo cittadino        | Partito                            | Carica              | Note   |
| ----------------- | ----------------- | ---------------------- | ---------------------------------- | ------------------- | ------ |
| 22 agosto 1988    | 4 febbraio 1992   | Maurizio Colucci       | Democrazia Cristiana               | Sindaco             | [ 13 ] |
| 8 aprile 1992     | 18 novembre 1992  | Salvatore Nuzzachi     |                                    | Comm. pref.         | [ 13 ] |
| 18 novembre 1992  | 12 settembre 1995 | Antonio Caiaffa        | Democrazia Cristiana               | Sindaco             | [ 13 ] |
| 19 novembre 1995  | 10 giugno 1996    | Angelo Sorino          |                                    | Comm. pref.         | [ 13 ] |
| 10 giugno 1996    | 17 aprile 2000    | Antonio Caiaffa        | lista civica                       | Sindaco             | [ 13 ] |
| 17 aprile 2000    | 5 aprile 2005     | Antonio Caiaffa        | centro                             | Sindaco             | [ 13 ] |
| 5 aprile 2005     | 10 luglio 2008    | Fabio Giuseppe Lettere | lista civica                       | Sindaco             | [ 13 ] |
| 11 settembre 2008 | 8 giugno 2009     | Marilena Sergi         |                                    | Comm. straordinario | [ 13 ] |
| 8 giugno 2009     | 26 maggio 2014    | Antonio Caiaffa        | lista civica                       | Sindaco             | [ 13 ] |
| 26 maggio 2014    | 27 maggio 2019    | Antonio Caiaffa        | lista civica Impegno e solidarietà | Sindaco             | [ 13 ] |
| 27 maggio 2019    | in carica         | Vincenzo Carlà         | lista civica La svolta             | Sindaco             | [ 13 ] |